# Ініціатива «Дріжджі»
Ініціатива «Дріжджі» — мережевий, низовий, позапартійний, громадський рух в Україні, який займається приведенням сфери обслуговування, маркування товарів та оформлення рекламних матеріалів з вебресурсами у відповідність з потребами українських споживачів.
Ініціатива утворилась у січні 2012 року.

## Напрямки діяльності
Моніторинг сфери обслуговування:
відвідування закладів громадського харчування та ресторанного господарства на предмет наявності порушень - мова обслуговування, мова меню, мова розрахункових документів (рахунок і чек), мова оголошень.
Моніторинг сфери маркування товарів:
виявлення в закладах роздрібної торгівлі харчові продукт і промислові товари, на яких повністю відсутнє україномовне маркування. 
Моніторинг зовнішньої реклами:
виявлення рекламних носіїв (сітілайти, біллборди, розтяжки тощо), які оформлені іноземною мовою.
Моніторинг оформлення вебсайтів та офіційних представництв в соціальних мережах:
звернення уваги адміністрацій та власників на оформлення і ведення офіційних сторінок українською мовою.

## Діяльність
| Текст вилучений зі статті через підозру в порушенні авторських прав |
| --- |
| Текст, що раніше перебував на цій сторінці, запідозрено в порушенні авторських прав на текст із таких джерел: 1, 2 Дата, коли було знайдено порушення: 30 травня 2021. Тому, хто повісив цей шаблон: На сторінку обговорення користувача, який розмістив цю статтю, варто додати повідомлення {{subst:nothanks cv\|Ініціатива «Дріжджі»\|url=1, 2}} --~~~~. |
| До уваги користувача, який розмістив цю статтю Не редагуйте статтю зараз, навіть якщо ви збираєтеся її переписати. Дотримуйтесь вказівок нижче. - Якщо власник авторських прав на зазначений вище матеріал дозволяє використовувати його на умовах GNU FDL без незмінюваних секцій та Creative Commons із зазначенням автора / розповсюдження на тих самих умовах, будь ласка, сповістіть про це на сторінці обговорення цієї статті. - Якщо правовласником є ви, додайте на зазначеному вище ресурсі примітку: «Матеріали дозволено використовувати на умовах GNU FDL без незмінюваних секцій та Creative Commons із зазначенням автора / розповсюдження на тих самих умовах». - Якщо дозволу на використання цього матеріалу немає, будь ласка, зробіть одне з двох: 1. Напишіть хоча б гарний накид статті на цій підсторінці. Зверніть увагу: не треба копіювати текст, що порушує авторські права, на зазначену підсторінку й редагувати його. Якщо ви взялися за написання нової статті, не забудьте сповістити про це на сторінці обговорення. 2. Залиште все як є, і тоді статтю буде вилучено. У випадку, якщо новий текст написано не буде, цю статтю буде вилучено через тиждень після появи цього попередження (детальніше див. документацію шаблону). Вихідний текст цієї статті з можливим порушенням копірайту можна знайти в історії змін. Зверніть увагу, що розміщення у Вікіпедії матеріалів, автор яких не надав явного дозволу на їхнє використання відповідно до ліцензії GNU FDL без незмінюваних секцій та Creative Commons із зазначенням автора / розповсюдження на тих самих умовах, може бути порушенням законів про авторське право. Користувачів, які додають до Вікіпедії такі матеріали, може бути тимчасово позбавлено права редагувати статті. Попри все, ми завжди раді вашим оригінальним статтям. Дякуємо. Цю сторінку внесено до категорії Вікіпедія:Можливе порушення авторських прав. |

### Боротьба з українофобією у великих українських корпораціях
14 лютого 2013 року волонтери ініціювали кампанію проти ТРК «Україна» за право дивитись футбол українською мовою. Під час трансляції футбольного матчу «Шахтар» (Донецьк) — «Боруссія» (Дортмунд, Німеччина) коментування відбувалось без україномовного коментатора. Згодом телеканал вибачився перед глядачами: «Друзі, ми розуміємо Ваше обурення та перепрошуємо…».
У лютому 2013 року, після появи статті про українофобію ПриватБанку у виданні "Економічна правда" щодо заборони банку для їхніх клієнтів писати листи для сервісної підтримки українською (банк вимагав написання листів виключно російською), активісти "Дріжджів" розпочали громадський тиск на банк через соціальні медіа. Наполегливість активістів Дріжджів привела до успіху і врешті вдалося переконати адміністрацію ПриватБанку приймати звернення від клієнтів українською мовою.

### Рейтинги
Ініціатива складає рейтинги проукраїнських і українофобських компаній на підставі їхнього ставлення до україномовного споживача:
- Білий список брендів, що ведуть офіційні сторінки в соціальній мережі Facebook українською мовою[6];

- Чорний список брендів, що ведуть офіційні сторінки в соціальній мережі Facebook неукраїнською мовою[7];

- Рейтинг якості обслуговування банками україномовних клієнтів.[8]

### Мовна соціальна реклама вКиєві
- В листопаді 2015 року ініціатива запустила проєкт соціальної реклами на тему української мови в Києві. Всього по місту було розвішано 30 білбордів, а також 40 метролайтів на різних станціях київського метрополітену[9].

## Відгуки
Інтернет-спільнота "Мова" в лютому 2013 року занесла Карту закладів харчування від Дріжджів до списку топ-10 корисних українських ініціатив і ресурсів.
Відома письменниця Оксана Забужко в інтерв'ю онлайн-виданню «Буквоїд» відзначила результативність та користь діяльності Ініціативи::
|  | - Куди подітися українцям в Україні від українофобів? - А чому ми повинні кудись діватися? Нехай вони діваються! Хіба ми - не господарі в своєму домі? У жодній європейській державі так питання не стоїть. Треба вміти відстоювати своє й не дозволяти плювати собі в кашу. Наприклад, в Україні є така громадська організація «Дріжджі». Вони приходять до кав'ярні й запитують: «А чому у Вас немає меню українською мовою?». Впевнено, зі знанням справи відстоюють свої права. Таких людей українофоби бояться - і в Києві, і в Москві! |

У січні 2013 року проросійська «Газета 2000» в одній зі своїх публікацій висміювала діяльність «Дріжджів», зокрема заявивши у своїй статті. що: «"[...] в результаті - широка ініціатива, заявлена як "вседержавна", скоротилася до місць харчування. Активісти вирішили, що саме вони призвані виконувати почесну місію - українізувати сферу обслуговування (ред. оригінал російською).» ГО Дріжджі відреагувала на цю статтю в українофобській газеті "2000" наступною ремаркою:
|  | Ми раді, що українофобська "Газета 2000" звернула увагу на наш скромний проект. Щоправда, вони нас так само скромно підкололи: "В результаті широка ініціатива, заявлена як "вседержавна", скоротилася до місць харчування (ред. переклад з російської) ...]". Хоча ми ніколи не заявляли, що масштаб нашої діяльності - вся України. Це наші плани на майбутнє. Але залишимо ідеологічним опонентам право на фальсифікацію. |

## Дріжджі на українському ТБ
- Час. Підсумки дня - 13.02.2013 про українізацію сфери обслуговування
- Малуха: Твітер втрачений для активізації українців (волонтер громадської ініціативи "Дріжджі" - про те, як за допомогою нових медіа спланувати та реалізувати суспільно корисну кампанію) [Архівовано 9 жовтня 2016 у Wayback Machine.]
- Foursquare для українців (як можна покращити обслуговування в закладах України)